# Восточный ИТЛ в составе Строительства 500
Восто́чный ИТЛ в соста́ве Строи́тельства 500 (Восто́чный исправи́тельно-трудово́й ла́герь в соста́ве Строи́тельства 500) — подразделение, действовавшее в системе исправительно-трудовых учреждений СССР.

## История
Восточный ИТЛ в составе Строительства 500 был создан в 1943 году. Управление Восточного ИТЛ в составе Строительства 500 располагалось в посёлке Советская Гавань (ныне город с одноимённым названием), Хабаровский край. В оперативном командовании он подчинялся Управлению строительства 500.
Максимальное единовременное количество заключённых могло составлять более 20 500 человек.
Восточный ИТЛ в составе Строительства 500 был закрыт 1947 году.

## Производство
Основным видом производственной деятельности заключённых было строительство железнодорожной линии Комсомольск — Советская Гавань на участке от Советской Гавани до отрогов Сихотэ-Алинь